# Jean Boiteux
Jean Boiteux   (Marsella, 20 de juny de 1933 - Bordeus, 11 d'abril de 2010) fou un nedador francès, especialista en estil lliure, que va competir durant la dècada de 1950. Fou el primer nedador francès en guanyar un or olímpic. Era fill de la també nedadora olímpica Bienna Pélégry.
Durant la seva carrera esportiva va prendre part en tres edicions dels Jocs Olímpics d'Estiu. El 1952, als Jocs de Hèlsinki, disputà tres proves del programa de natació. Guanyà la medalla d'or en els 400 metres lliures i la medalla de bronze en els 4x200 metres lliures, formant equip amb Joseph Bernardo, Aldo Eminente i Alexandre Jany. En els 1.500 metres lliures quedà eliminat en sèries. Quatre anys més tard, als Jocs de Melbourne, tornà a disputar tres proves del programa de natació. Destaca la sisena posició en els 1.500 metres lliures, mentre en les altres dues proves quedà eliminat en sèries. El 1960, a Roma, disputà el seus tercers i darrers Jocs, en els quals quedà eliminat en sèries en la cursa dels 4x200 metres lliures.
En el seu palmarès també destaquen quatre medalles de plata al Campionat d'Europa de natació de 1950 i 1950, sis d'or i una de bronze als Jocs del Mediterrani de 1951 i 1955 i quinze campionats nacionals, cinc dels 200 metres lliures (1951-52, 1955-56, 1958), sis dels 400 metres lliures (1950-52, 1953, 1956, 1958) i quatre dels 1.500 metres lliures (1950-51, 1956, 1958). Durant la seva carrera va establir 15 rècords nacionals i 10 rècords d'Europa.
Va morir en caure d'un arbre que estava podant al jardí de casa seva l'11 d'abril de 2010. Tenia 76 anys.